# Mary Opeloge
Mary Opeloge (ur. 24 stycznia 1992 w Motootua) – samoańska sztangistka,  olimpijka.
Wielokrotnie zdobywała medale w zawodach międzynarodowych, m.in. na Igrzyskach Wspólnoty Narodów, Igrzyskach Pacyfiku czy Miniigrzyskach Pacyfiku.
W 2016 reprezentowała swój kraj w podnoszeniu ciężarów na igrzyskach w Rio de Janeiro, w kategorii do 75 kg zajęła 11. miejsce.
Jej siostra Ele również jest sztangistką i olimpijką.